# Aaron Kirsch
Aaron Kirsch (San Francisco, 26 agosto 1983) è un wrestler statunitense.
Ha partecipato alla quinta stagione di WWE Tough Enough giungendo al quarto posto.

## Carriera

### All Pro Wrestling (2003 - 2008)
Prima di approdare a Tough Enough, Kirsch ha lottato nella All Pro Wrestling dove, in coppia con Nathan Rulez, vinse l'APW Tag Team Championship l'11 febbraio 2006, vincendo una Tag Team Battle Royal ed eliminando per ultimi gli All Pro Ranger. Mantennero il titolo per oltre un anno quando a sottrarglielo furono Dana Lee & Tito Aquinio in un 2 out of 3 falls tag team match.

### Tough Enough (2011)
Il 4 aprile 2011, A.J. Kirsch viene presentato come uno dei protagonisti di Tough Enough 5. Viene eliminato nell'ottavo episodio, quando in gara erano rimasti solo lui, Jeremiah Riggs, Luke Robinson e Andy Leavine.
Nella puntata di Superstars dell'11 agosto, viene utilizzato come jobber e perde un match contro Brodus Clay.

## Titoli e riconoscimenti
All Pro Wrestling
- APW Tag Team Championship (1 - con Nathan Rulez)

Pro Wrestling Illustrated
- 445º tra i 500 migliori wrestler singoli nella PWI 500 (2012)